# 2016–2017-es síugró-világkupa
A Síugró-világkupa 2016–2017-es szezonja volt a 38. világkupa szezon a síugrás történetében. 2016. november 25-én vette kezdetét Kuusamóban, Finnországban és 2017. március 26-án ért véget a szlovén Planicában.
Az évet Kamil Stoch kezdte jobban, de a szezon második fele már Stefan Kraft és a beérő Andreas Wellinger csatáiról szólt, melyet rendre az osztrák nyert meg. Kraft lenyűgöző versenyeket mutatva lett az idény bajnoka, megelőzve Stochot és Tandét. Utóbbinak a négysáncverseny jelentette az év fénypontját, de az utolsó ugrásánál kioldott a kötés az egyik sílécén, így egy gyenge ugrással elvesztette a kristálygömböt Stochhal szemben.

## Férfiak versenye
| Összes | Szezon | Dátum              | Helyszín    | Sánc                       | Győztes         | Második            | Harmadik            | Összetettben vezető |
| ------ | ------ | ------------------ | ----------- | -------------------------- | --------------- | ------------------ | ------------------- | ------------------- |
| 900    | 1      | 2016. november 25. | Kuusamo     | Rukatunturi HS142          | Domen Prevc     | Severin Freund     | Peter Prevc         | Domen Prevc         |
| 901    | 2      | 2016. november 26. | Kuusamo     | Rukatunturi HS142          | Severin Freund  | Daniel-André Tande | Manuel Fettner      | Severin Freund      |
| 902    | 3      | 2016. december 4.  | Klingenthal | Vogtland Arena HS140       | Domen Prevc     | Daniel-André Tande | Stefan Kraft        | Domen Prevc         |
| 903    | 4      | 2016. december 10. | Lillehammer | Lysgårdsbakken HS138       | Domen Prevc     | Daniel-André Tande | Stefan Kraft        | Domen Prevc         |
| 904    | 5      | 2016. december 11. | Lillehammer | Lysgårdsbakken HS138       | Kamil Stoch     | Maciej Kot         | Markus Eisenbichler | Domen Prevc         |
| 905    | 6      | 2016. december 17. | Engelberg   | Gross-Titlis-Schanze HS140 | Michael Hayböck | Domen Prevc        | Andreas Kofler      | Domen Prevc         |
| 906    | 7      | 2016. december 18. | Engelberg   | Gross-Titlis-Schanze HS140 | Domen Prevc     | Kamil Stoch        | Stefan Kraft        | Domen Prevc         |

| 2016–2017-es négysáncverseny (Győztes: Kamil Stoch) |    |                    |                        |                                  |                    |                  |                  |                    |
| 907                                                 | 8  | 2016. december 30. | Oberstdorf             | Shattenbergschanze HS137         | Stefan Kraft       | Kamil Stoch      | Michael Hayböch  | Domen Prevc        |
| 908                                                 | 9  | 2017. január 1.    | Garmisch-Partenkirchen | Große Olympiaschanze HS140       | Daniel-André Tande | Kamil Stoch      | Stefan Kraft     | Domen Prevc        |
| 909                                                 | 10 | 2017. január 4.    | Innsbruck              | Bergiselschanze HS130            | Daniel-André Tande | Robert Johansson | Jevgenyij Klimov | Daniel-André Tande |
| 910                                                 | 11 | 2017. január 6.    | Bischofshofen          | Paul-Ausserleitner-Schanze HS140 | Kamil Stoch        | Michael Hayböch  | Piotr Żyła       | Domen Prevc        |

| 911 | 12 | 2017. január 14.  | Wisła        | Malinka HS134                      | Kamil Stoch               | Stefan Kraft       | Andreas Wellinger | Kamil Stoch |
| 912 | 13 | 2017. január 15.  | Wisła        | Malinka HS134                      | Kamil Stoch               | Daniel-André Tande | Domen Prevc       | Kamil Stoch |
| 913 | 14 | 2017. január 22.  | Zakopane     | Wielka Krokiew HS140               | Kamil Stoch               | Andreas Wellinger  | Richard Freitag   | Kamil Stoch |
| 914 | 15 | 2017. január 29.  | Willingen    | Mühlenkopfschanze HS145            | Andreas Wellinger         | Stefan Kraft       | Manuel Fettner    | Kamil Stoch |
| 915 | 16 | 2017. február 4.  | Oberstdorf   | Heini-Klopfer-Skiflugschanze HS225 | Stefan Kraft              | Andreas Wellinger  | Kamil Stoch       | Kamil Stoch |
| 916 | 17 | 2017. február 5.  | Oberstdorf   | Heini-Klopfer-Skiflugschanze HS225 | Stefan Kraft              | Andreas Wellinger  | Jurij Tepes       | Kamil Stoch |
| 917 | 18 | 2017. február 11. | Szapporo     | Ōkurayama HS134                    | Maciej Kot és Peter Prevc | –                  | Stefan Kraft      | Kamil Stoch |
| 918 | 19 | 2017. február 12. | Szapporo     | Ōkurayama HS134                    | Kamil Stoch               | Andreas Wellinger  | Stefan Kraft      | Kamil Stoch |
| 919 | 20 | 2017. február 15. | Phjongcshang | Alpensia HS140                     | Stefan Kraft              | Andreas Wellinger  | Kamil Stoch       | Kamil Stoch |
| 920 | 21 | 2017. február 16. | Phjongcshang | Alpensia HS109                     | Maciej Kot                | Stefan Kraft       | Andreas Wellinger | Kamil Stoch |

| 2017-es északisí-világbajnokság (Győztes: Stefan Kraft) |

| 2017-es Raw Air (Győztes: Stefan Kraft) |               |                   |             |                        |                     |                   |                     |              |
| Prológ                                  | Prológ        | 2017. március 10. | Oslo        | Holmenkollbakken HS134 | Andreas Wellinger   | Peter Prevc       | Richard Freitag     | Kamil Stoch  |
| Csapatverseny                           | Csapatverseny | 2017. március 11. | Oslo        | Holmenkollbakken HS134 | Stefan Kraft        | Piotr Żyła        | Michael Hayböck     | Kamil Stoch  |
| 921                                     | 22            | 2017. március 12. | Oslo        | Holmenkollbakken HS134 | Stefan Kraft        | Andreas Wellinger | Markus Eisenbichler | Stefan Kraft |
| Prológ                                  | Prológ        | 2017. március 13. | Lillehammer | Lysgårdsbakken HS138   | Markus Eisenbichler | Richard Freitag   | Stefan Kraft        | Stefan Kraft |
| Prológ                                  | Prológ        | 2017. március 15. | Trondheim   | Granåsen HS140         | Kamil Stoch         | Andreas Stjernen  | Andreas Wellinger   | Stefan Kraft |
| 922                                     | 23            | 2017. március 16. | Trondheim   | Granåsen HS140         | Stefan Kraft        | Andreas Stjernen  | Andreas Wellinger   | Stefan Kraft |
| Prológ                                  | Prológ        | 2017. március 17. | Vikersund   | Vikersundbakken HS225  | Kamil Stoch         | Andreas Wellinger | Domen Prevc         | Stefan Kraft |
| Csapatverseny                           | Csapatverseny | 2017. március 18. | Vikersund   | Vikersundbakken HS225  | Stefan Kraft        | Kamil Stoch       | Andreas Wellinger   | Stefan Kraft |
| 923                                     | 24            | 2017. március 19. | Vikersund   | Vikersundbakken HS225  | Kamil Stoch         | Kaszai Noriaki    | Michael Hayböck     | Stefan Kraft |

| 924 | 25 | 2017. március 24. | Planica | Letalnica bratov Gorišek HS225 | Stefan Kraft | Andreas Wellinger | Markus Eisenbichler | Stefan Kraft |
| 925 | 26 | 2017. március 26. | Planica | Letalnica bratov Gorišek HS225 | Stefan Kraft | Andreas Wellinger | Kaszai Noriaki      | Stefan Kraft |

## Nők versenye
| Összes | Szezon | Dátum              | Helyszín        | Sánc                              | Győztes           | Második                | Harmadik                    | Összetettben vezető |
| ------ | ------ | ------------------ | --------------- | --------------------------------- | ----------------- | ---------------------- | --------------------------- | ------------------- |
| 78     | 1      | 2016. december 2.  | Lillehammer     | Lysgårdsbakken HS100              | Takanasi Szara    | Itó Júki               | Anna Rupprecht              | Takanasi Szara      |
| 79     | 2      | 2016. december 3.  | Lillehammer     | Lysgårdsbakken HS100              | Takanasi Szara    | Itó Júki               | Jacqueline Seifriendsberger | Takanasi Szara      |
| 80     | 3      | 2016. december 10. | Nyizsnyij Tagil | Tramplin Stork HS100              | Maren Lundby      | Daniela Iraschko-Stolz | Takanasi Szara              | Takanasi Szara      |
| 81     | 4      | 2016. december 11. | Nyizsnyij Tagil | Tramplin Stork HS100              | Takanasi Szara    | Daniela Iraschko-Stolz | Jacqueline Seifriedsberger  | Takanasi Szara      |
| 82     | 5      | 2017. január 7.    | Oberstdorf      | Schattenbergschanze HS137         | Takanasi Szara    | Jirina Avvakumova      | Itó Júki                    | Takanasi Szara      |
| 83     | 6      | 2017. január 8.    | Oberstdorf      | Schattenbergschanze HS137         | Takanasi Szara    | Ema Klinec             | Jirina Avvakumova           | Takanasi Szara      |
| 84     | 7      | 2017. január 14.   | Szapporo        | Miyanomori HS100                  | Itó Júki          | Takanasi Szara         | Maren Lundby                | Takanasi Szara      |
| 85     | 8      | 2017. január 15.   | Szapporo        | Miyanomori HS100                  | Maren Lundby      | Itó Júki               | Katharina Althaus           | Takanasi Szara      |
| 86     | 9      | 2017. január 20.   | Zaó             | Yamagata HS106                    | Itó Júki          | Manuela Malsiner       | Jirina Avvakumova           | Takanasi Szara      |
| 87     | 10     | 2017. január 21.   | Zaó             | Yamagata HS106                    | Itó Júki          | Takanasi Szara         | Maren Lundby                | Takanasi Szara      |
| 88     | 11     | 2017. január 28.   | Barcarozsnyó    | Trambulina Valea Cărbunării HS100 | Maren Lundby      | Takanasi Szara         | Itó Júki                    | Takanasi Szara      |
| 89     | 12     | 2017. január 29.   | Barcarozsnyó    | Trambulina Valea Cărbunării HS100 | Takanasi Szara    | Maren Lundby           | Daniela Iraschko-Stolz      | Takanasi Szara      |
| 90     | 13     | 2017. február 4.   | Hinzenbach      | Aigner-Schanze HS94               | Takanasi Szara    | Katharina Althaus      | Carina Vogt                 | Takanasi Szara      |
| 91     | 14     | 2017. február 5.   | Hinzenbach      | Aigner-Schanze HS94               | Takanasi Szara    | Carina Vogt            | Maren Lundby                | Takanasi Szara      |
| 92     | 15     | 2017. február 11.  | Ljubno          | Savina Ski Jumping Centre HS95    | Maren Lundby      | Daniela Iraschko-Stolz | Katharina Althaus           | Takanasi Szara      |
| 93     | 16     | 2017. február 12.  | Ljubno          | Savina Ski Jumping Centre HS95    | Katharina Althaus | Carina Vogt            | Svenja Würth                | Takanasi Szara      |
| 94     | 17     | 2017. február 15.  | Phjongcshang    | Alpensia HS109                    | Itó Júki          | Takanasi Szara         | Ema Klinec                  | Takanasi Szara      |
| 95     | 18     | 2017. február 16.  | Phjongcshang    | Alpensia HS109                    | Takanasi Szara    | Itó Júki               | Maren Lundby                | Takanasi Szara      |

| 2017-es északisí-világbajnokság (Győztes: Carina Vogt) |

| 96 | 19 | 2017. március 10. | Oslo | Holmenkollbakken HS134 | Itó Júki | Takanasi Szara | Maren Lundby | Takanasi Szara |

## Férfiak csapatversenye
| Összes | Szezon | Dátum             | Helyszín    | Sánc                    | Győztes                                                                                 | Második                                                                                  | Harmadik                                                                                | Összetettben vezető |
| ------ | ------ | ----------------- | ----------- | ----------------------- | --------------------------------------------------------------------------------------- | ---------------------------------------------------------------------------------------- | --------------------------------------------------------------------------------------- | ------------------- |
| 82     | 1      | 2016. december 3. | Klingenthal | Vogtland Arena HS140    | Lengyelország · Piotr Żyła · Kamil Stoch · Dawid Kubacki · Maciej Kot                   | Németország · Markus Eisenbichler · Andreas Wellinger · Richard Freitag · Severin Freund | Ausztria · Michael Hayböch · Stefan Kraft · Andreas Kofler · Manuel Fettner             | Németország         |
| 83     | 2      | 2017. január 21.  | Zakopane    | Wielka Krokiew HS140    | Németország · Markus Eisenbichler · Andreas Wellinger · Stephan Leyhe · Richard Freitag | Lengyelország · Piotr Żyła · Maciej Kot · Dawid Kubacki · Kamil Stoch                    | Szlovénia · Jurij Tepeš · Peter Prevc · Jernej Damjan · Domen Prevc                     | Lengyelország       |
| 84     | 3      | 2017. január 26.  | Willingen   | Mühlenkopfschanze HS145 | Lengyelország · Piotr Żyła · Dawid Kubacki · Maciej Kot · Kamil Stoch                   | Ausztria · Michael Hayböch · Manuel Fettner · Gregor Schlierenzauer · Stefan Kraft       | Németország · Markus Eisenbichler · Stephan Leyhe · Andreas Wellinger · Richard Freitag | Lengyelország       |

| 85 | 4 | 2017. március 11. | Oslo      | Holmenkollbakken HS134 | Ausztria · Michael Hayböck · Manuel Fettner · Markus Schiffner · Stefan Kraft              | Németország · Markus Eisenbichler · Stephan Leyhe · Richard Freitag · Andreas Wellinger | Lengyelország · Piotr Żyła · Kamil Stoch · Dawid Kubacki · Maciej Kot              | Lengyelország |
| 86 | 5 | 2017. március 18. | Vikersund | Vikersundbakken HS225  | Norvégia · Daniel-André Tande · Robert Johansson · Johann André Forfang · Andreas Stjernen | Lengyelország · Piotr Żyła · Dawid Kubacki · Maciej Kot · Kamil Stoch                   | Ausztria · Michael Hayböck · Manuel Fettner · Gregor Schlierenzauer · Stefan Kraft | Lengyelország |

| 87 | 6 | 2017. március 25. | Planica | Letalnica bratov Gorišek HS225 | Norvégia · Daniel-André Tande · Robert Johansson · Johann André Forfang · Andreas Stjernen | Németország · Markus Eisenbichler · Richard Freitag · Karl Geiger · Andreas Wellinger | Lengyelország · Piotr Żyła · Dawid Kubacki · Maciej Kot · Kamil Stoch | Lengyelország |

## Végeredmény

### Férfiak
| Helyezés | Versenyző                 | Pontszám  |
| -------- | ------------------------- | --------- |
| 1        | Stefan Kraft (AUT)        | 1665 pont |
| 2        | Kamil Stoch (POL)         | 1524 pont |
| 3        | Daniel-André Tande (NOR)  | 1201 pont |
| 4        | Andreas Wellinger (GER)   | 1161 pont |
| 5        | Maciej Kot (POL)          | 985 pont  |
| 6        | Domen Prevc (SLO)         | 963 pont  |
| 7        | Michael Hayböck (AUT)     | 814 pont  |
| 8        | Markus Eisenbichler (GER) | 807 pont  |
| 9        | Peter Prevc (SLO)         | 716 pont  |
| 10       | Manuel Fettner (AUT)      | 703 pont  |

| Helyezés | Ország        | Pontszám  |
| -------- | ------------- | --------- |
| 1        | Lengyelország | 5833 pont |
| 2        | Ausztria      | 5586 pont |
| 3        | Németország   | 5513 pont |
| 4        | Norvégia      | 4415 pont |
| 5        | Szlovénia     | 3713 pont |
| 6        | Japán         | 1555 pont |
| 7        | Csehország    | 1029 pont |
| 8        | Oroszország   | 741 pont  |
| 9        | Franciaország | 386 pont  |
| 10       | Svájc         | 306 pont  |

### Nők
| Helyezés | Versenyző                        | Pontszám  |
| -------- | -------------------------------- | --------- |
| 1        | Takanasi Szara (JPN)             | 1455 pont |
| 2        | Itó Júki (JPN)                   | 1208 pont |
| 3        | Maren Lundby (NOR)               | 1109 pont |
| 4        | Katharina Althaus (GER)          | 776 pont  |
| 5        | Carina Vogt (GER)                | 723 pont  |
| 6        | Daniela Iraschko-Stolz (AUT)     | 717 pont  |
| 7        | Ema Klinec (SLO)                 | 630 pont  |
| 8        | Jacqueline Seifriedsberger (AUT) | 544 pont  |
| 9        | Jirina Avvakumova (RUS)          | 531 pont  |
| 10       | Svenja Würth (GER)               | 497 pont  |

| Helyezés | Ország           | Pontszám  |
| -------- | ---------------- | --------- |
| 1        | Japán            | 3357 pont |
| 2        | Németország      | 2685 pont |
| 3        | Szlovénia        | 1674 pont |
| 4        | Ausztria         | 1651 pont |
| 5        | Norvégia         | 1140 pont |
| 6        | Oroszország      | 921 pont  |
| 7        | Egyesült Államok | 757 pont  |
| 8        | Olaszország      | 576 pont  |
| 9        | Franciaország    | 454 pont  |
| 10       | Finnország       | 229 pont  |